# Agenesia palpebrale
L'agenesia palpebrale è costituita dall'assenza congenita totale o parziale dei tessuti che costituiscono le palpebre o le ghiandole a loro annesse. L'anomalia si presenta raramente nel cane e comporta dei problemi legati al difetto del meccanismo di ammiccamento e al fatto che i peli adiacenti alla zona possono irritare meccanicamente cornea e congiuntiva.